# Kleindemsin
Kleindemsin ist ein Ortsteil der Einheitsgemeinde Stadt Jerichow im Landkreis Jerichower Land in Sachsen-Anhalt.

## Geografie
Der Ort liegt 2 Kilometer nordnordwestlich von Großdemsin, 8 Kilometer nordöstlich von Genthin und 16 Kilometer ostsüdöstlich von Jerichow. Die Nachbarorte sind Schlagenthin im Nordosten, Dunke im Osten, Werdershof und Binneheide im Südosten, Dreihäuser im Süden, Roßdorf und Annenhof im Südwesten sowie Zabakuck und Kleinwusterwitz im Nordwesten.

## Geschichte
Zum Stichtag 1. Dezember 1910 zählte der Gutsbezirk Kleindemsin neun Einwohner. Der Ort gehörte zu diesem Zeitpunkt zum Kreis Jerichow II, Regierungsbezirk Magdeburg, Provinz Sachsen im Königreich Preußen.